# Manuela Coluccini
Manuela Coluccini (Roma, 3 luglio 1988) è una calciatrice italiana, centrocampista offensiva della Res Women.

## Carriera

### Club
Manuela Coluccini approda alla Serie A, massimo livello del campionato italiano femminile di calcio, dopo aver sottoscritto un accordo con la A.D. Decimum Lazio. Con le biancocelesti gioca tre stagioni in prima squadra, iniziando dalla difficile 2003-2004, con la società costretta a svincolare ben 12 giocatrici durante la sessione invernale di calciomercato e che per questo le lascia spazio per il debutto in campionato, continuando con la successiva, che le costa la retrocessione in Serie A2, e la successiva, la 2005-2006, che si conclude con un'ulteriore retrocessione in Serie B regionale.
Nell'estate 2006 viene ceduta in prestito alla Eurospin Torres, società calcistica con sede a Sassari, esordendo nella stagione 2006-2007. Con le isolane rimane tre stagioni, al termine delle quali collezione 54 presenze con 2 reti all'attivo, concludendo la sua avventura in rossoblù con un grave infortunio al ginocchio già dal 9 maggio 2009, nella 10ª giornata di ritorno della stagione 2008-2009, occorsole alla metà del primo tempo della partita contro il Bardolino Verona.
Nell'estate 2009 torna alla Lazio, neopromossa in Serie A, dove però, per il lungo e necessario periodo di riabilitazione, la stagione 2009-2010 è compromessa. Durante il campionato riuscirà a scendere in campo per sole sei partite, andando a segno una volta, ed al termine del quale decide di lasciare la società.
L'anno successivo decide di condividere l'avventura della Women Civitavecchia che sta approntando una squadra in grado di puntare al vertice della Serie B. Grazie al suo apporto la società dell'omonima cittadina laziale riesce, al termine della stagione 2010-2011, a centrare l'obiettivo conquistando la Serie A2. Con le nerazzurre rimane anche la difficile stagione successiva, la 2011-2012, dove riesce a trovare la salvezza solo ai Play-out del Girone D alle spese del Fiano Romano.
Durante l'estate 2012 viene contattata dalla Res Roma, intenzionata a conquistare il vertice del girone che le era sfuggito la stagione precedente concludendolo secondo dietro al Napoli. Manuela Coluccini decide quindi di passare in giallorosso contribuendo alla sua prima stagione a conquistare il passaggio in Serie A precedendo al termine della stagione 2012-2013 le baresi del Pink Sport Time. Gli anni successivi condivide con le compagne il miglior risultato raggiunto nella storia della società nel campionato 2014-2015, dove contribuisce a raggiungere il 7º posto in Serie A, traguardo conseguito anche nella stagione 2015-2016,  e la semifinale di Coppa Italia del 6 maggio 2015, quando venne eliminata dal Graphistudio Tavagnacco con il risultato di 1-0 per le friulane.
Rimane legata alla società fino alla stagione 2017-2018, collezionando complessivamente 92 presenze in campionato e 21 reti siglate, comprese le 8 della prima stagione in A2. Con la fine dell'annata e l'ennesima conquista della salvezza in Serie A, si conclude la permanenza nella squadra capitolina. 
Nella stagione 2018-2019, infatti, la Roma acquista il titolo sportivo dalla Res Roma, e Coluccini viene selezionata per far parte della nuova squadra femminile. Il tecnico Elisabetta Bavagnoli durante la stagione inaugurale la impiega in 9 incontri di campionato, ai quali si aggiungono i due in Coppa Italia dove nell'incontro di andata dei quarti di finale sigla la rete che all'87' fissa il risultato sul 6-3 nel derby contro la storica Roma CF.

### Nazionale
Convocata per vestire la maglia della nazionale Under-19, Coluccini viene impiegata in due occasioni nel corso della doppia amichevole giocate il 25 e 27 marzo 2005 con le pari età della Finlandia e perse in entrambi i casi per 2-1.

## Palmarès
- Coppa Italia: 1

Torres: 2007-2008
- Campionato italiano di Serie A2: 1

Res Roma: 2012-2013
- Campionato italiano di Serie B: 1

Women Civitavecchia: 2010-2011